# فان إويجكسلويس
فان إويجكسلويس (بالهولندية: Van Ewijcksluis) هي قرية تقع في هولندا في هولاندز كرون. يقدر عدد سكانها بـ 214 نسمة .